# 1102 Пепіта
1102 Пепіта (1102 Pepita) — астероїд головного поясу, відкритий 5 листопада 1928 року.
Тіссеранів параметр щодо Юпітера — 3,164.
Названий на честь іспанського каталонського астронома Хосе Комаса Соли на прізвисько «Пепіто», який і відкрив цей астероїд.